# Helophorus robertsi
Helophorus robertsi är en skalbaggsart som beskrevs av Ales Smetana 1985. Helophorus robertsi ingår i släktet Helophorus och familjen halsrandbaggar. Inga underarter finns listade i Catalogue of Life.